# الرحلة (قصة)
الرحلة هي قصة قصيرة من عام 1921 بقلم كاثرين مانسفيلد.  نُشرت لأول مرة في «ذا سفير» في 24 ديسمبر 1921، وأعيدت طباعتها لاحقًا في «ذا قاردن بارتي اند اذر ستوريز».

## ملخص القصة
بعد أن ودّعت فينيلا وجدتها والدها واستقلتا القارب المتجه إلى «بيكتون»، تصف القصة العديد من المواقف اليومية التي تحدث أثناء هذه الرحلة والتي تسلط الضوء على درجة من التوتر بين الجدة المتدينة والموظفين على متن القارب. عند وصولهن بيكتون، التقيتا بالسيد بينريدي الذي يستقل عربته الخاصة. بعد أن وصلوا إلى منزل الأجداد وقابلوا جد فينيلا، يتضح مع تقدم الأحداث أن والدة فينيلا قد ماتت مؤخرًا، ولذلك تنتقل فينيلا للعيش في بيكتون لفترة زمنية غير معروفة.

## الشخصيات
- فينيلا فرانك والد فينيلا السيدة ماري كرين، جدة فينيلا المضيفة السيد بنريدي السيد والتر كرين، الجد

## المواضيع الرئيسية
- المواضيع الرئيسية: الموت (والدة فينيلا) التضحية (والد فينيلا) السفر (فينيلا وجدتها) الصحوة (تتعلم فينيلا أن تنسى الماضي مع تقدم القصة)

## الأهمية الأدبية
النص مكتوب بأسلوب الحداثة، بدون قالب محدد ويتضمن العديد من التحولات السردية.

### بيئة نيوزيلندا
في حين أن العديد من أعمال مانسفيلد قد تم وضعها في أوروبا أو بيئة غير محددة، إلا أن المراجع الطبوغرافية لـ «الرحلة» تتعلق بنيوزيلندا منذ ولادتها وتربيتها.

## الحواشي
في حين أن العديد من أعمال مانسفيلد قد تم وضعها في أوروبا أو بيئة غير محددة، إلا أن المراجع الطبوغرافية لـ «الرحلة» تتعلق بنيوزيلندا منذ ولادتها وتربيتها.

## روابط خارجية
- نص كامل